# وانغ دي
وانغ دي (بالصينية: 王迪) هو لاعب كرة قدم صيني، ولد في 6 أبريل 1981 في شانغهاي في الصين.